# Monte Malo
El monte Malo (en inglés: Mount Malo) es una elevación de 201 m s. n. m. ubicada al sur del Rincón del Zaino, al oeste de Puerto Argentino/Stanley y al sudoeste de Puerto Soledad. Este monte se encuentra en el noreste de la Isla Soledad del archipiélago las Islas Malvinas, en la desembocadura del arroyo Malo en la bahía de la Maravilla. 
Su nombre se deriva del puerto bretón de Saint-Malo (como así también la raíz de "Malvinas" - "Malouines"), debido a la colonia francesa establecida en Puerto Soledad en 1764.
Al sur del cerro se halla el pequeño asentamiento de Top Malo House, donde ocurrió el combate de Top Malo House durante la guerra de las Malvinas y al oeste el monte Simón.